# اچ‌ام‌اس میلهام (ام۲۷۱۱)
اچ‌ام‌اس میلهام (ام۲۷۱۱) (به انگلیسی: HMS Mileham (M2711)) یک کشتی بود که طول آن ۱۰۶ فوت ۶ اینچ (۳۲٫۴۶ متر) بود. این کشتی در سال ۱۹۵۴ ساخته شد.